# Liste der Naturdenkmale in Kindsbach
Die Liste der Naturdenkmale in Kindsbach nennt die im Gemeindegebiet von Kindsbach ausgewiesenen Naturdenkmale (Stand 2. April 2013).

## Naturdenkmale
| Nr.         | Bezeichnung      | Lage                                                         | Beschreibung                                              | Bild                                    |
| ----------- | ---------------- | ------------------------------------------------------------ | --------------------------------------------------------- | --------------------------------------- |
| ND-7335-218 | Bärenloch        | südwestlich des Ortes in der Verlängerung der Talstraße Lage | Waldschlucht mit zwei Weihern; flächenhaftes Naturdenkmal | mehr Fotos \| Fotos hochladen           |
| ND-7335-219 | Steigerhofeichen | südlich des Ortes am Forsthaus Steigerhof Lage               | Eichenallee (Quercus sp.)                                 | Direkt Bild zu diesem Denkmal hochladen |
| ND-7335-282 | Sandgrube        | südlich des Ortes am Nordhang des Kindsbergs Lage            | aufgelassene Sandgrube; flächenhaftes Naturdenkmal        | Fotos hochladen                         |